# Calyptogena gallardoi
Calyptogena gallardoi is een tweekleppigensoort uit de familie van de Vesicomyidae. De wetenschappelijke naam van de soort is voor het eerst geldig gepubliceerd in 2005 door Sellanes & Krylova.